# غريغوريوس عبد المسيح
غريغوريوس عبد المسيح (؟ - 1840) هو أسقف سرياني كاثوليكي.

## حياته
لا توجد معلومات كافية عن حياته سوى أنه رسم أسقفًا في 1828 ثم تحول للكاثوليكية في أغسطس 1836 ورسم أسقفًا على حمص وحماة والنبك. توفي في عام 1840.